# Moviments grupals
Els moviments grupals són conductes col·lectives coordinades en el regne animal. Ramats de bestiar, bandades d'ocells, bancs de peixos, eixams d'abelles... són exemples clarificadors. El moviment és executat de manera instintiva per un sentiment que comparteix tot el grup. Tot el grup està tranquil, tot el grup està espantat. El que sent un individu d'un grup ho sent alhora tot el grup.
L'espècie humana conserva aquest instint molt mins tan sols en grups molt reduïts. El ball espontani és l'expressió més genuïna de moviment grupal en els humans, en canvi les desfilades militars són només moviments robotitzats.